# Оскар (кинопремия, 1952)
24-я церемония вручения наград премии «Оскар» за заслуги в области кинематографа за 1951 год состоялась 20 марта 1952 года в RKO Pantages Theatre (Голливуд, Калифорния). Номинанты были объявлены 11 февраля 1952 года.
Лучшим фильмом стала картина «Американец в Париже», которая, как и «Место под солнцем», получила шесть «Оскаров». «Трамвай „Желание“» выиграл четыре «Оскара», включая три в актёрских номинациях. Ко всеобщему удивлению мировых кинокритиков, Марлон Брандо не получил статуэтку в номинации «Лучшая мужская роль». Впоследствии, актёрскую игру Брандо в этом фильме называли «одной из наиболее влиятельных в современном киноискусстве».
«Американец в Париже» стал вторым цветным фильмом, получившим «Оскар» в номинации «Лучший фильм». Двенадцатью годами ранее это удалось только «Унесённым ветром».

## Фильмы, получившие несколько номинаций
| Фильм                                            | номинации | награды |
| ------------------------------------------------ | --------- | ------- |
| • Трамвай «Желание» / A Streetcar Named Desire   | 12        | 4       |
| • Место под солнцем / A Place in the Sun         | 9         | 6       |
| • Американец в Париже / An American in Paris     | 8         | 6       |
| • Камо грядеши / Quo Vadis                       | 8         | -       |
| • Смерть коммивояжёра / Death of a Salesman      | 5         | -       |
| • Давид и Бадшиба / David and Bathsheba          | 5         | -       |
| • Африканская королева / The African Queen       | 4         | 1       |
| • Детективная история / Detective Story          | 4         | -       |
| • Великий Карузо / The Great Caruso              | 3         | 1       |
| • Жених возвращается / Here Comes the Groom      | 2         | 1       |
| • Когда миры столкнутся / When Worlds Collide    | 2         | 1       |
| • Решение перед рассветом / Decision Before Dawn | 2         | -       |
| • Блестящая победа / Bright Victory              | 2         | -       |
| • Голубая вуаль / The Blue Veil                  | 2         | -       |
| • Колодец / The Well                             | 2         | -       |
| • Карусель / La Ronde                            | 2         | -       |
| • Водолазы / The Frogmen                         | 2         | -       |
| • На Ривьере / On the Riviera                    | 2         | -       |
| • Плавучий театр / Show Boat                     | 2         | -       |
| • Сказки Гофмана / The Tales of Hoffmann         | 2         | -       |

## Список лауреатов и номинантов
★ Победители выделены отдельным цветом. 

### Основные категории
| Категории                                                                    | Лауреаты и номинанты                                                   | Лауреаты и номинанты                                                   |                                               |
| ---------------------------------------------------------------------------- | ---------------------------------------------------------------------- | ---------------------------------------------------------------------- | --------------------------------------------- |
| Лучший фильм                                                                 | ★ Американец в Париже (продюсер: Артур Фрид)                           | ★ Американец в Париже (продюсер: Артур Фрид)                           |                                               |
| Лучший фильм                                                                 | • Решение перед рассветом (продюсеры: Анатоль Литвак и Фрэнк Маккарти) |                                                                        |                                               |
| Лучший фильм                                                                 | • Место под солнцем (продюсер: Джордж Стивенс)                         |                                                                        |                                               |
| Лучший фильм                                                                 | • Камо грядеши (продюсер: Сэм Цимбалист)                               |                                                                        |                                               |
| Лучший фильм                                                                 | • Трамвай «Желание» (продюсер: Чарльз К. Фельдман)                     |                                                                        |                                               |
| Лучший режиссёр                                                              |                                                                        | ★ Джордж Стивенс за фильм «Место под солнцем»                          | ★ Джордж Стивенс за фильм «Место под солнцем» |
| Лучший режиссёр                                                              | • Джон Хьюстон — «Африканская королева»                                |                                                                        |                                               |
| Лучший режиссёр                                                              | • Винсент Миннелли — «Американец в Париже»                             |                                                                        |                                               |
| Лучший режиссёр                                                              | • Уильям Уайлер — «Детективная история»                                |                                                                        |                                               |
| Лучший режиссёр                                                              | • Элиа Казан — «Трамвай „Желание“»                                     |                                                                        |                                               |
| Лучший актёр                                                                 |                                                                        | ★ Хамфри Богарт — «Африканская королева» (за роль Чарли Оллната)       |                                               |
| Лучший актёр                                                                 | • Марлон Брандо — «Трамвай „Желание“» (за роль Стэнли Ковальски)       |                                                                        |                                               |
| Лучший актёр                                                                 | • Монтгомери Клифт — «Место под солнцем» (за роль Джорджа Истмена)     |                                                                        |                                               |
| Лучший актёр                                                                 | • Артур Кеннеди — «Блестящая победа» (за роль сержанта Ларри Невинса)  |                                                                        |                                               |
| Лучший актёр                                                                 | • Фредрик Марч — «Смерть коммивояжёра» (за роль Вилли Ломена)          |                                                                        |                                               |
| Лучшая актриса                                                               |                                                                        | ★ Вивьен Ли — «Трамвай „Желание“» (за роль Бланш Дюбуа)                |                                               |
| Лучшая актриса                                                               | • Кэтрин Хепбёрн — «Африканская королева» (за роль Роуз Сейер)         |                                                                        |                                               |
| Лучшая актриса                                                               | • Элинор Паркер — «Детективная история» (за роль Мэри Маклеод)         |                                                                        |                                               |
| Лучшая актриса                                                               | • Шелли Уинтерс — «Место под солнцем» (за роль Элис Трипп)             |                                                                        |                                               |
| Лучшая актриса                                                               | • Джейн Уайман — «Голубая вуаль» (за роль Луизы Мейсон)                |                                                                        |                                               |
| Лучший актёр второго плана                                                   |                                                                        | ★ Карл Молден — «Трамвай „Желание“» (за роль Гарольда «Митча» Митчела) |                                               |
| Лучший актёр второго плана                                                   | • Лео Генн — «Камо грядеши» (за роль Петрония)                         |                                                                        |                                               |
| Лучший актёр второго плана                                                   | • Кевин Маккарти — «Смерть коммивояжёра» (за роль Биффа Ломена)        |                                                                        |                                               |
| Лучший актёр второго плана                                                   | • Питер Устинов — «Камо грядеши» (за роль Нерона)                      |                                                                        |                                               |
| Лучший актёр второго плана                                                   | • Гиг Янг — «Налей ещё» (за роль Бойда Коупленда)                      |                                                                        |                                               |
| Лучшая актриса второго плана                                                 |                                                                        | ★ Ким Хантер — «Трамвай „Желание“» (за роль Стеллы Ковальски)          |                                               |
| Лучшая актриса второго плана                                                 | • Джоан Блонделл — «Голубая вуаль» (за роль Энни Роулинз)              |                                                                        |                                               |
| Лучшая актриса второго плана                                                 | • Милдред Даннок — «Смерть коммивояжёра» (за роль Линды Ломен)         |                                                                        |                                               |
| Лучшая актриса второго плана                                                 | • Ли Грант — «Детективная история» (за роль магазинной воровки)        |                                                                        |                                               |
| Лучшая актриса второго плана                                                 | • Телма Риттер — «Брачный сезон» (за роль Эллен Макналти)              |                                                                        |                                               |
| Лучший сценарий (англ. Best Writing, Story and Screenplay)                   | ★ Алан Джей Лёрнер — «Американец в Париже»                             | ★ Алан Джей Лёрнер — «Американец в Париже»                             |                                               |
| Лучший сценарий (англ. Best Writing, Story and Screenplay)                   | • Билли Уайлдер, Лессер Сэмюэлс и Уолтер Ньюман — «Туз в рукаве»       |                                                                        |                                               |
| Лучший сценарий (англ. Best Writing, Story and Screenplay)                   | • Филип Данн — «Давид и Бадшиба»                                       |                                                                        |                                               |
| Лучший сценарий (англ. Best Writing, Story and Screenplay)                   | • Роберт Пирош — «Поставить всё на карту!»                             |                                                                        |                                               |
| Лучший сценарий (англ. Best Writing, Story and Screenplay)                   | • Кларенс Грин и Расселл Раус — «Колодец»                              |                                                                        |                                               |
| Лучший адаптированный сценарий (англ. Best Writing, Screenplay)              | ★ Майкл Уилсон и Гарри Браун — «Место под солнцем»                     | ★ Майкл Уилсон и Гарри Браун — «Место под солнцем»                     |                                               |
| Лучший адаптированный сценарий (англ. Best Writing, Screenplay)              | • Джеймс Эйджи и Джон Хьюстон — «Африканская королева»                 |                                                                        |                                               |
| Лучший адаптированный сценарий (англ. Best Writing, Screenplay)              | • Филип Йордан и Роберт Уайлер — «Детективная история»                 |                                                                        |                                               |
| Лучший адаптированный сценарий (англ. Best Writing, Screenplay)              | • Макс Офюльс и Жак Натансон — «Карусель»                              |                                                                        |                                               |
| Лучший адаптированный сценарий (англ. Best Writing, Screenplay)              | • Теннесси Уильямс — «Трамвай „Желание“»                               |                                                                        |                                               |
| Лучший литературный первоисточник (англ. Best Writing, Motion Picture Story) | ★ Пол Ден и Джеймс Бернард — «Семь дней до полудня»                    | ★ Пол Ден и Джеймс Бернард — «Семь дней до полудня»                    |                                               |
| Лучший литературный первоисточник (англ. Best Writing, Motion Picture Story) | • Бадд Беттикер и Рэй Назарро — «Тореадор и Леди»                      |                                                                        |                                               |
| Лучший литературный первоисточник (англ. Best Writing, Motion Picture Story) | • Оскар Миллард — «Водолазы»                                           |                                                                        |                                               |
| Лучший литературный первоисточник (англ. Best Writing, Motion Picture Story) | • Роберт Рискин и Лиам О’Брайен — «Жених возвращается»                 |                                                                        |                                               |
| Лучший литературный первоисточник (англ. Best Writing, Motion Picture Story) | • Альфред Хэйес и Стюарт Штерн — «Тереза»                              |                                                                        |                                               |

### Другие категории
| Категории                                                        | Лауреаты и номинанты |
| ---------------------------------------------------------------- | --- |
| Лучшая музыка: Саундтрек к драматическому или комедийному фильму | ★ Франц Ваксман — «Место под солнцем» |
| Лучшая музыка: Саундтрек к драматическому или комедийному фильму | • Альфред Ньюман — «Давид и Бадшиба» |
| Лучшая музыка: Саундтрек к драматическому или комедийному фильму | • Алекс Норт — «Смерть коммивояжёра» |
| Лучшая музыка: Саундтрек к драматическому или комедийному фильму | • Миклош Рожа — «Камо грядеши» |
| Лучшая музыка: Саундтрек к драматическому или комедийному фильму | • Алекс Норт — «Трамвай „Желание“» |
| Лучшая музыка: Саундтрек к музыкальному фильму                   | ★ Джонни Грин и Сол Чаплин — «Американец в Париже» |
| Лучшая музыка: Саундтрек к музыкальному фильму                   | • Оливер Уоллес — «Алиса в Стране чудес» |
| Лучшая музыка: Саундтрек к музыкальному фильму                   | • Петер Герман Адлер и Джонни Грин — «Великий Карузо» |
| Лучшая музыка: Саундтрек к музыкальному фильму                   | • Альфред Ньюман — «На Ривьере» |
| Лучшая музыка: Саундтрек к музыкальному фильму                   | • Адольф Дойч и Конрад Салинджер — «Плавучий театр» |
| Лучшая песня к фильму                                            | ★ In the Cool, Cool, Cool of the Evening — «Жених возвращается» — музыка: Хоги Кармайкл, слова: Джонни Мерсер |
| Лучшая песня к фильму                                            | • A Kiss to Build a Dream On — «Стрип» — музыка и слова: Берт Кальмар (посмертно), Гарри Руби и Оскар Хаммерстайн II |
| Лучшая песня к фильму                                            | • Never — «Золотая девочка» — музыка: Лайонел Ньюман, слова: Элиот Дэниэл |
| Лучшая песня к фильму                                            | • Too Late Now — «Королевская свадьба» — музыка: Бертон Лэйн, слова: Алан Джей Лёрнер |
| Лучшая песня к фильму                                            | • Wonder Why — «Богатые, молодые и красивые» — музыка: Николас Бродский, слова: Сэмми Кан |
| Лучший монтаж                                                    | ★ Уильям Хорнбек — «Место под солнцем» |
| Лучший монтаж                                                    | • Эдриэнн Фэзан — «Американец в Париже» |
| Лучший монтаж                                                    | • Дороти Спенсер — «Решение перед рассветом» |
| Лучший монтаж                                                    | • Ральф Э. Уинтерс — «Камо грядеши» |
| Лучший монтаж                                                    | • Честер В. Шеффер — «Колодец» |
| Лучшая операторская работа (Чёрно-белый фильм)                   | ★ Уильям Си Меллор — «Место под солнцем» |
| Лучшая операторская работа (Чёрно-белый фильм)                   | • Франц Планер — «Смерть коммивояжёра» |
| Лучшая операторская работа (Чёрно-белый фильм)                   | • Норберт Бродин — «Водолазы» |
| Лучшая операторская работа (Чёрно-белый фильм)                   | • Роберт Бёркс — «Незнакомцы в поезде» |
| Лучшая операторская работа (Чёрно-белый фильм)                   | • Гарри Стрэдлинг ст. — «Трамвай „Желание“» |
| Лучшая операторская работа (Цветной фильм)                       | ★ Альфред Гилкс и Джон Олтон (балетные сцены) — «Американец в Париже» |
| Лучшая операторская работа (Цветной фильм)                       | • Леон Шамрой — «Давид и Бадшиба» |
| Лучшая операторская работа (Цветной фильм)                       | • Роберт Л. Сёртис и Уильям В. Сколл — «Камо грядеши» |
| Лучшая операторская работа (Цветной фильм)                       | • Чарльз Рошер — «Плавучий театр» |
| Лучшая операторская работа (Цветной фильм)                       | • Джон Ф. Зейтц и У. Говард Грин — «Когда миры столкнутся» |
| Лучшая работа художника (Чёрно-белый фильм)                      | ★ Ричард Дэй (постановщик), Джордж Джеймс Хопкинс (декоратор) — «Трамвай „Желание“» |
| Лучшая работа художника (Чёрно-белый фильм)                      | • Лайл Р. Уилер, Лелэнд Фуллер (постановщики), Томас Литтл, Фред Дж. Роуд (декораторы) — «Четырнадцать часов» |
| Лучшая работа художника (Чёрно-белый фильм)                      | • Лайл Р. Уилер, Джон ДеКуир (постановщики), Томас Литтл, Пол С. Фокс (декораторы) — «Дом на Телеграфном холме» |
| Лучшая работа художника (Чёрно-белый фильм)                      | • Жан Д’Обонн — «Карусель» |
| Лучшая работа художника (Чёрно-белый фильм)                      | • Седрик Гиббонс, Пол Грессе (постановщики), Эдвин Б. Уиллис, Джек Д. Мур (декораторы) — «Слишком молода, чтобы целоваться»                                                                                                   |
| Лучшая работа художника (Цветной фильм)                          | ★ Седрик Гиббонс, Э. Престон Амес (постановщики), Эдвин Б. Уиллис, Ф. Кеог Глисон (декораторы) — «Американец в Париже» |
| Лучшая работа художника (Цветной фильм)                          | • Лайл Р. Уилер, Джордж У. Дэвис (постановщики), Томас Литтл, Пол С. Фокс (декораторы) — «Давид и Бадшиба» |
| Лучшая работа художника (Цветной фильм)                          | • Лайл Р. Уилер, Лелэнд Фуллер (постановщики), Джозеф Ч. Райт (Musical Settings), Томас Литтл, Уолтер М. Скотт (декораторы) — «На Ривьере»                                                                                    |
| Лучшая работа художника (Цветной фильм)                          | • Уильям А. Хорнинг, Седрик Гиббонс, Эдвард Карфанго (постановщики), Хью Хант (декоратор) — «Камо грядеши» |
| Лучшая работа художника (Цветной фильм)                          | • Хейн Хекрот — «Сказки Гофмана» |
| Лучший дизайн костюмов (Чёрно-белый фильм)                       | ★ Эдит Хэд — «Место под солнцем» |
| Лучший дизайн костюмов (Чёрно-белый фильм)                       | • Уолтер Планкетт, Жиль Стил (посмертно) — «Добрая леди» |
| Лучший дизайн костюмов (Чёрно-белый фильм)                       | • Чарльз Ле Мэр, Рени — «Модель и сваха» |
| Лучший дизайн костюмов (Чёрно-белый фильм)                       | • Эдвард Стивенсон, Маргарет Ферс — «Жаворонок в грязи» |
| Лучший дизайн костюмов (Чёрно-белый фильм)                       | • Люсинда Баллард — «Трамвай „Желание“» |
| Лучший дизайн костюмов (Цветной фильм)                           | ★ Орри-Келли, Уолтер Планкетт, Ирен Шарафф — «Американец в Париже» |
| Лучший дизайн костюмов (Цветной фильм)                           | • Чарльз Ле Мэр, Эдвард Стивенсон — «Давид и Бадшиба» |
| Лучший дизайн костюмов (Цветной фильм)                           | • Хелен Роуз, Жиль Стил (посмертно) — «Великий Карузо» |
| Лучший дизайн костюмов (Цветной фильм)                           | • Хершел Маккой — «Камо грядеши» |
| Лучший дизайн костюмов (Цветной фильм)                           | • Хейн Хекрот — «Сказки Гофмана» |
| Лучший звук                                                      | ★ Дуглас Ширер (Metro-Goldwyn-Mayer SSD) — «Великий Карузо» |
| Лучший звук                                                      | • Лесли И. Кэри (Universal-International SSD) — «Блестящая победа» |
| Лучший звук                                                      | • Гордон Сойер (Samuel Goldwyn SSD) — «Я хочу тебя» |
| Лучший звук                                                      | • Натан Левинсон (Warner Bros. SSD) — «Трамвай „Желание“» |
| Лучший звук                                                      | • Джон Аалберг (RKO Radio SSD) — «Два билета на Бродвей» |
| Лучшие спецэффекты                                               | ★ Paramount — «Когда миры столкнутся» |
| Лучшие спецэффекты                                               | Без номинантов |
| Лучший документальный полнометражный фильм                       | ★ «Кон-Тики» / Kon-Tiki (продюсер: Олле Нордемар) |
| Лучший документальный полнометражный фильм                       | • Я был коммунистом для ФБР / I Was a Communist for the FBI (продюсер: Брайан Фой) |
| Лучший документальный короткометражный фильм                     | ★ «Бенджи» / Benjy (Made by Fred Zinnemann with the cooperation of Paramount Pictures Corporation for the Los Angeles Orthopaedic Hospital)                                                                                   |
| Лучший документальный короткометражный фильм                     | • Тот, кто вернулся / One Who Came Back (продюсер: Оуэн Крамп (Film sponsored by the Disabled American Veterans, in cooperation with the United States Department of Defense and the Association of Motion Picture Producers) |
| Лучший документальный короткометражный фильм                     | • / The Seeing Eye (продюсер: Гордон Холлингсхед) |
| Лучший короткометражный фильм, снятый на 1 бобину                | ★ «Мир детей» / World of Kids (продюсер: Роберт Янгсон) |
| Лучший короткометражный фильм, снятый на 1 бобину                | • / Ridin' the Rails (продюсер: Джек Итон) |
| Лучший короткометражный фильм, снятый на 1 бобину                | • История времени / The Story of Time (продюсер: Роберт Г. Леффингвелл) |
| Лучший короткометражный фильм, снятый на 2 бобины                | ★ «Пол-акра природы» / Nature’s Half Acre (продюсер: Уолт Дисней) |
| Лучший короткометражный фильм, снятый на 2 бобины                | • Бальзак / Balzac (Les Films du Compass) |
| Лучший короткометражный фильм, снятый на 2 бобины                | • Подводная угроза / Danger Under the Sea (продюсер: Том Мид) |
| Лучший короткометражный фильм (мультипликация)                   | ★ «Два мышкетёра» / The Two Mouseketeers (продюсер: Фред Куимби) |
| Лучший короткометражный фильм (мультипликация)                   | • Кроткий лев / Lambert the Sheepish Lion (продюсер: Уолт Дисней) |
| Лучший короткометражный фильм (мультипликация)                   | • Трам-пам-пам / Rooty Toot Toot (продюсер: Стивен Босустоу) |

### Специальные награды
| Награда                                               | Лауреаты | Лауреаты |
| ----------------------------------------------------- | --- | --- |
| Почётная награда за лучший фильм на иностранном языке | ★ Расёмон / 羅生門 ( Япония) — по решению совета управляющих Академии, как наиболее выдающемуся фильму на иностранном языке, демонстрировавшемуся в США в 1951 году. | ★ Расёмон / 羅生門 ( Япония) — по решению совета управляющих Академии, как наиболее выдающемуся фильму на иностранном языке, демонстрировавшемуся в США в 1951 году. |
| Почётная награда                                      | ★ Джин Келли — в знак признания его универсального таланта актёра, певца, режиссёра и танцовщика и особенно за его блестящие достижения в искусстве кинохореографии. (in appreciation of his versatility as an actor, singer, director and dancer, and specifically for his brilliant achievements in the art of choreography on film.) | Джин Келли |
| Награда имени Ирвинга Тальберга                       | ★ Артур Фрид | ★ Артур Фрид |